# Diane Sawyer

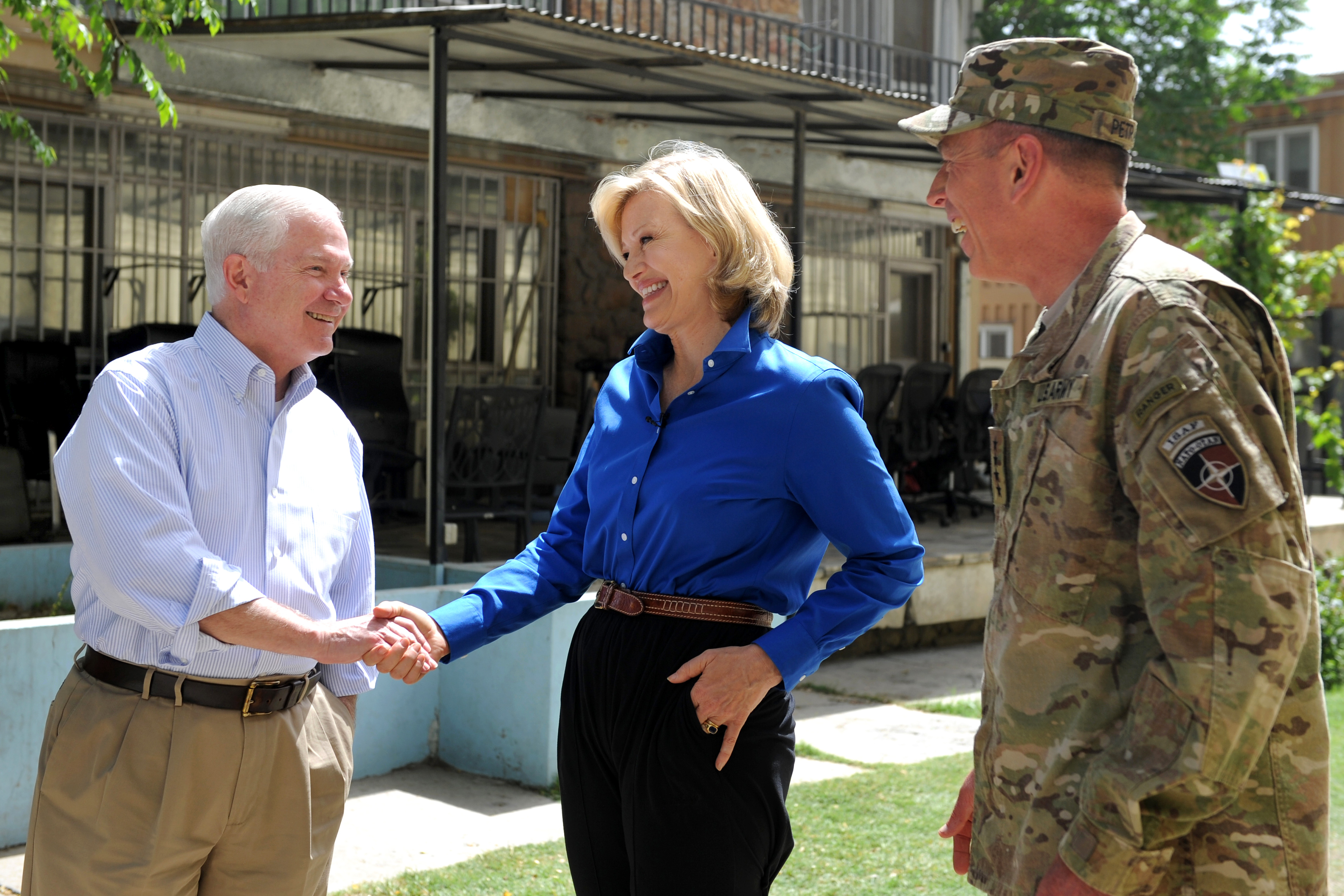
Diane Sawyer estrecha la mano con el secretario de Defensa estadounidense, Robert M. Gates. Junio 2011.

Lila Diane Sawyer (Glasgow, Kentucky; 22 de diciembre de 1945) es una periodista y presentadora de noticias de la televisión estadounidense. Sawyer ha sido la presentadora del programa nocturno insignia de ABC News, ABC World News, también ha sido copresentadora del programa matutino de noticias de la misma señal, Good Morning America y de Primetime los primeros años de sus carrera, fue miembro del personal de la Casa Blanca del presidente estadounidense Richard Nixon y mantuvo un trato cercano con el presidente.

## Primeros años
Nacida en Glasgow, Kentucky, Sawyer es la hija de Jean W. (de soltera, Dunagan), una maestra de escuela primaria , y de Erbon Powers "Tom" Sawyer, un juez. Es de ascendencia Inglesa, irlandesa, escocesa y alemana. Poco después de su nacimiento, su familia se trasladó a Louisville, Kentucky, donde su padre se convirtió en un reconocido político republicano y líder de la comunidad; su padre era Juez del Condado de Jefferson en Kentucky cuando murió en un accidente automovilístico en la Interestatal 64 en Louisville en el año 1969. EP "Tom" Sawyer State Park, situado en la zona del Cerro Frey en Louisville, fue nombrado así en su honor.
Sawyer asistió al Seneca High School en el área Buechel de Louisville. Aquí se desempeñó como redactora jefe del periódico de la escuela, llamado The Arrow ('La flecha'), y se unió a muchas actividades artísticas. Sin embargo, ella siempre sintió que estaba a la sombra de su hermana mayor, Linda. Diane, cuando era adolescente, dijo que era insegura y algo solitaria. Ella ha dicho que era feliz de estar sola o con su grupo de amigos y, cuando estaba con sus amigos, se llamaba a sí mismos "trascendentalistas reencarnados", leían a Ralph Waldo Emerson y Henry David Thoreau cerca de un arroyo. En su último año de la escuela secundaria, en 1963, ganó el primer lugar en el concurso nacional anual de becas America's Junior Miss scholarship pageant como representante de la Comunidad de Kentucky. Ella ganó por mostrar gran confianza durante la entrevista final y por su ensayo comparando la música del Norte y del Sur durante la Guerra Civil. De 1962 a 1965, Sawyer fue Miss Junior de Estados Unidos, recorriendo el país para promover el Pabellón de Coca-Cola en la Feria Mundial de Nueva York, 1964-1965. Al principio, Sawyer pensó que viajar por todo el país como Miss Junior sería una experiencia aterradora, pero la hizo aprender a pensar y hacerlo con aplomo y gracia.
En 1967, recibió una Bachelor en Artes con una especialidad en Inglés en el Wellesley College en Wellesley, Massachusetts. Fue miembro de las Wellesley College Blue Notes, un grupo de canto a capela, y de la Phi Sigma Lecture Society. Asistió un semestre de la facultad de derecho de la Universidad de Louisville antes de volcarse hacia el periodismo.

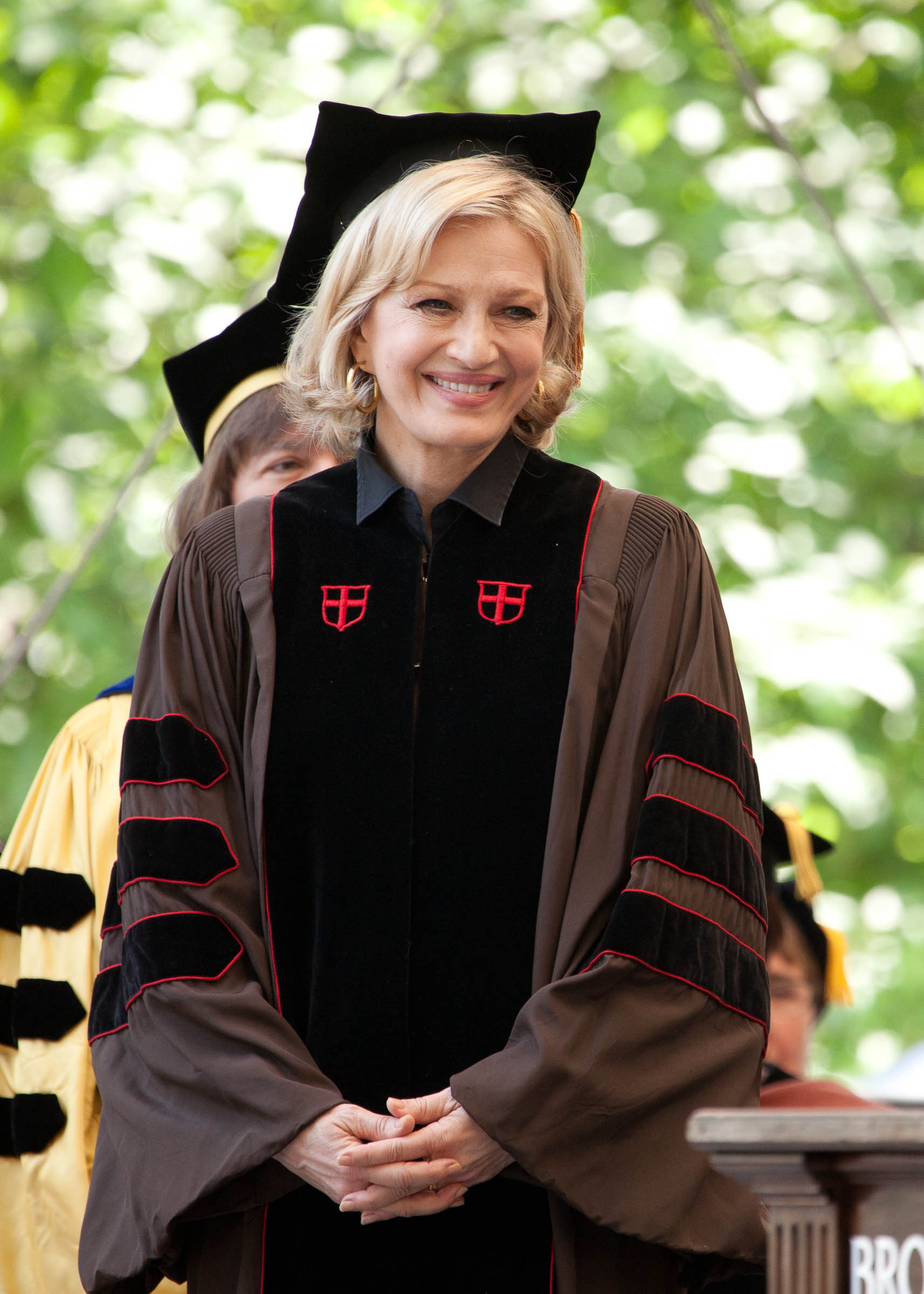
Diane Sawyer recibe doctorado honoris causa de la Universidad de Brown en 2012.

## Carrera
Inmediatamente después de su graduación, Sawyer volvió a Kentucky y trabajó como meteoróloga para WLKY-TV en Louisville. En opinión de Sawyer, el pronóstico del tiempo era aburrido, así que de vez en cuando añadía comillas para mantenerlo interesante. Sawyer fue promovida a un puesto de asignación general, pero esto no sostuvo su interés por mucho tiempo.
En 1970, Sawyer se mudó a Washington D. C., no pudo encontrar trabajo como periodista en televisión, comenzó entrevistando para ocupar puestos en oficinas del gobierno. Con el tiempo se convirtió en un asistente de Jerry Warren, el diputado secretario de prensa de la Casa Blanca. Inicialmente, escribió comunicados de prensa y rápidamente comenzó a ocuparse de otras tareas como la redacción de algunas de las declaraciones públicas del presidente Richard Nixon. A los pocos meses, se convirtió en auxiliar administrativa del Secretario de Prensa de la Casa Blanca Ron Ziegler y finalmente se sumó al personal de asistentes del Presidente Richard Nixon.  Sawyer continuó, luego de la renuncia de Nixon a la presidencia en 1974, trabajando en el equipo de transición de Nixon-Ford entre 1974 y 1975, después de lo cual se mudó con Nixon a California y le ayudó a escribir sus memorias, publicadas en 1978. Ella también ayudó a preparar a Nixon para su famosa serie de entrevistas para la televisión con el periodista David Frost en 1977.
Años más tarde, a Sawyer se la acusa de ser Garganta Profunda, la fuente de las filtraciones de información clasificada al periodista Bob Woodward durante el escándalo Watergate que desencadenó la renuncia de Richard Nixon. En 2005, Garganta Profunda fue identificado como W. Mark Felt, pero antes de esto, el rabino Baruch Korff (un viejo confidente y defensor de Nixon conocido como el "rabino de Nixon") dijo en su lecho de muerte que creía que Sawyer era el informante sin rostro del caso Watergate. Sawyer se rio y se convirtió en una de las seis personas en solicitar y recibir una negación pública de Bob Woodward.
Cuándo Sawyer volvió a Washington D.C., en 1978,  se unió a CBS News como reportera de asignación general, fue promovida a corresponsal política en febrero de 1980 y también apareció en las emisiones de Morning with Charles Kuralt. Cuando CBS amplió su programa de noticias de la mañana, de 60 a 90 minutos, Sawyer fue anunciada, el 13 de mayo de 1981, por el presidente de CBS News como copresentadora. Hizo su debut el 28 de septiembre de 1981, poniendo su propio sello en la emisión. Las mediciones de audiencia del show fueron impulsadas con la llegada de Sawyer, pero esto no duró mucho tiempo, y poco después Kuralt dejó el programa reemplazándolo Bill Kurtis. Las mediciones disminuyeron aún más, y Sawyer pidió ser reasignada.

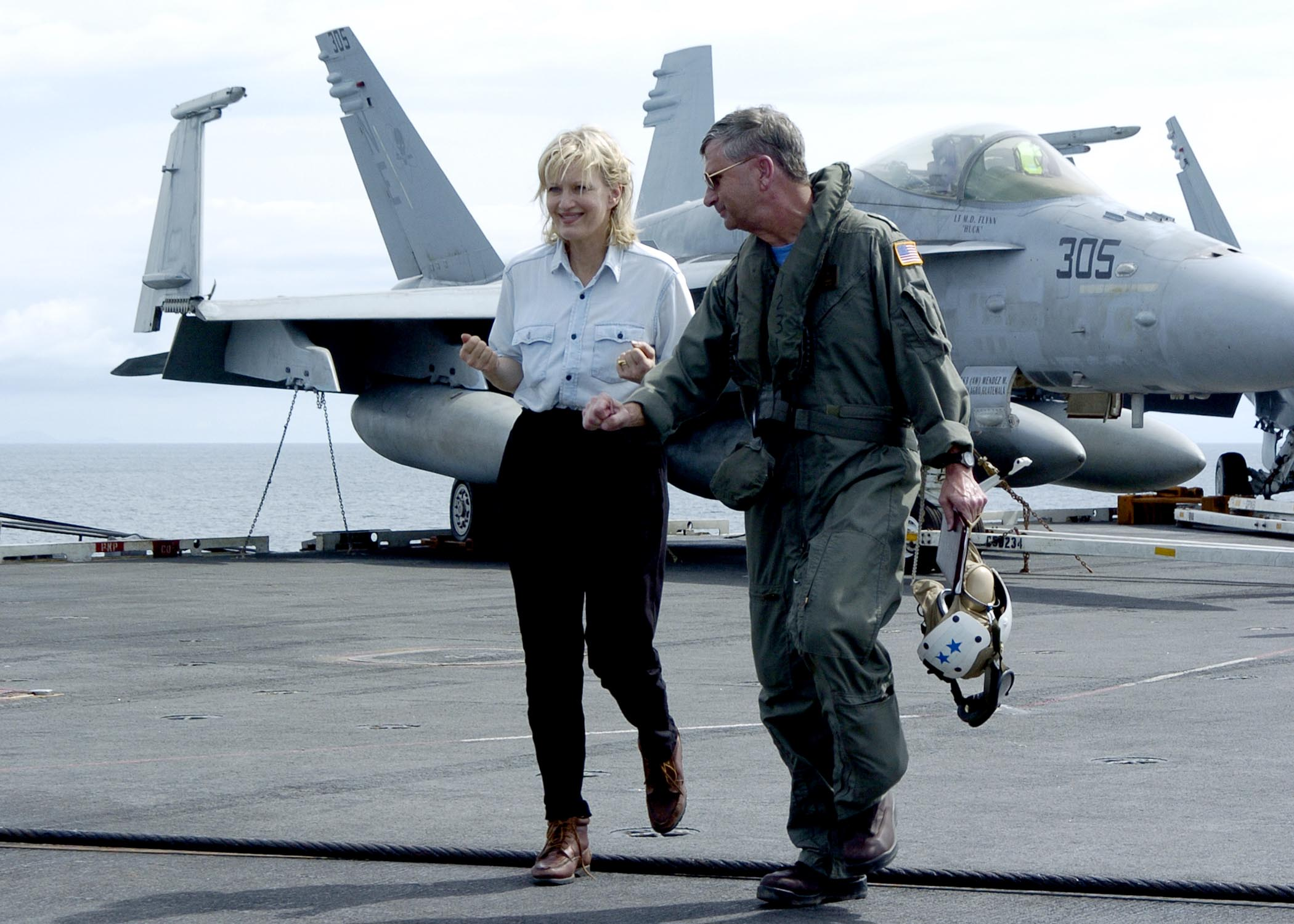
La periodista Diane Sawyer a bordo del USS Abraham Lincoln en el Océano Índico. Enero 2005.

En 1984, se convirtió en la primera mujer corresponsal de 60 Minutes, una revista de investigación de CBS News. Durante los cinco años en 60 Minutos, el programa permaneció entre los cinco más vistos en el país.
En 1989, se mudó a ABC News para ser coconductora de Primetime Live con Sam Donaldson. De 1998 a 2000, fue copresentadora de ABC 20/20, compartiendo la coconducción los miércoles con Sam Donaldson y los domingos con Barbara Walters.
En 1999, Sawyer volvió a noticias de la mañana como copresentadora de Good Morning America con Charles Gibson. La asignación fue supuestamente temporal, pero su éxito en el segmento horario la hizo definitiva. El envío noticioso puso fin a la brecha con el programa Today, el matutino de NBC News.
En 2000, Sawyer volvió como copresentadora de Primetime que en ese momento se llamaba Primetime jueves, sustituyendo a Gibson Donaldson. En 2004, el título del espectáculo cambió a su nombre original, Primetime Live, un nuevo productor ejecutivo fue contratado, y el formato del programa fue cambiado al de periodismo de investigación. Diane Sawyer compartió la coconducción con Chris Cuomo, Cynthia McFadden, y John Quiñones. En 2005, el programa fue retitulado como Primetime, y Sawyer dejó el programa a finales de 2006, cuando volvió a cambiar su formato con un enfoque sub-series.
El 2 de septiembre de 2009, Sawyer fue anunciada como la sucesora de Gibson, quien se retiró como presentador de ABC World News, el viernes 18 de diciembre de 2009. Sawyer dejó Good Morning America el 11 de diciembre de 2009, y estaba programado que iniciara su tarea como presentadora de ABC world News en enero de 2010. Sin embargo, el 1 de diciembre de 2009, The New York Times informó que Sawyer comenzaría el 21 de diciembre de 2009, tres días después de la partida de Gibson. Durante más de un año (2010-2011), junto a Katie Couric, por entonces presentadora de CBS Evening News, lograban que dos de los tres presentadores de noticias de la televisión abierta de Estados Unidos fueran mujeres. Las mediciones inicialmente subieron un 8%, tras las cuatro primeras semanas de Sawyer, un promedio de 8,8 millones de espectadores.
Ella firmaba el final de sus emisiones nocturnas con su saludo "Te veré de vuelta aquí mañana por la noche". Hasta 2014 era la presentadora principal del programa insignia ABC World News y la presentadora principal de la cadena para la cobertura de noticias de último momento, cobertura de las elecciones, y eventos o sucesos de trascendencia especial.
El 25 de junio de 2014, se anunció que iba a dimitir al puesto de presentadora en ABC World News en septiembre de 2014. Diane Sawyer se quedará con la edición central de ABC News y se centrará en la producción de contenidos y la realización de entrevistas de alto perfil.

### Carrera (timeline)
- 1967–1970: WLKY-TV News Presentadora meteorológica y profesora en Louisville, Kentucky.
- 1970–1974: Asesora de prensa de la Casa Blanca
- 1974–1978: Asistente literaria del Presidente Richard Nixon
- 1978-1981: En CBS News Reportera y corresponsal de asignación general.
- 1981–1984: En CBS News Coconductora de Good Morning America
- 1984–1989: En CBS News Corresponsal en 60 minutes[14][15]
- 1989–1998: En ABC News Coconductora de Primetime Live[14][15]
- 1998–2000: En ABC News Copresentadora de 20/20[15]
- Enero 1999 – 11 de diciembre de 2009: En ABC News Coconductora de Good Morning America
- 2000-2006: En ABC News Copresentadora en  Primetime Thursday/Primetime Live/Primetime
- 21 de diciembre de 2009 – 27 de agosto de 2014: En ABC News Presentadora principal de ABC World News[9]

### Reconocimiento
- 1997, incluida en el Salón de la Fama de Televisión.
- 2000, Premio Daytime Emmy a la excelencia en la programación de mañana.
- 2001, nombrada una de las treinta mujeres más poderosas de América por  Ladies Home Journal.
- Frecuentes desde 2004, en la Lista de 100 mujeres más poderosas del mundo por la Revista Forbes, también informó que, entre junio de 2005 y junio de 2008, hizo aproximadamente $ 12 millones,[12][16] únicamente de los ingresos de entretenimiento.
- 2007, Premio Emmy por su destacado programa de noticias y documentales logro - programas y segmentos
- 2009, recibió un premio Peabody por su trabajo en "A Hidden America:. Los niños de las montañas"[17]
- 2007, concedió el Premio Robert F. Kennedy de Periodismo de "Llamado a la acción: Salvar a Nuestros Niños". Segmento en ABC News[18]
- 2012, recibió un doctorado honorario de las Letras de la Universidad Brown[19]

## Vida personal
El 29 de abril de 1988, se casó con Mike Nichols. No tuvieron hijos. Nichols tenía dos hijas y un hijo de matrimonios anteriores. (Nichols murió el 19 de noviembre de 2014, a la edad de 83.) Sawyer antes tenía relaciones con Frank Gannon, un ayudante de Nixon, y Richard Holbrooke, un diplomático estadounidense.